# ランス・ベッカー
ランス・B・ベッカーはアメリカの医師であり、 救急医療と心停止の治療を専門とし、現在ノースウェルヘルスに勤務している。 彼はノースショア大学病院の救急医学部門の主任教授であり、 ホフストラ・ノースウェル医学部の救急医学の主任教授でもある。

## キャリア
ベッカーは、 イリノイ大学医学部で医学博士号を取得し、マイケルリース病院・医療センターで内科を専攻した。ノースウェルに入社する前は、ペンシルベニア大学の蘇生科学センターとシカゴ大学の救急蘇生センターを設立し、そのディレクターを務めていた 。

## 研究
ベッカーは、290を超える科学出版物の著者および共著者である 。彼の研究は、 心停止または臨床死の間の時間と、人が脳死により、救命医療でもはや蘇生できなくなった時間の延長に焦点を合わせてきた。 歴史的には「4分のタイムリミット」があったが、これは近年のよりよい医療の進歩により15分～30分にまで延長できるようになった。 ベッカーは他の医師達に「死とは、医学部の教科書で学んだような－10分間の無酸素状態は死を意味する－という意味ではない」と納得させるためにこれまで取り組んできた。
ベッカーは、酸素の損失ではなく、酸素の再導入が主に細胞死の原因であることを発見した。細胞死は、 治療的低体温療法の適用により遅延または停止する可能性がある。スウェーデンのスキーヤー、アンナ・ボゲンホルム選手の場合、氷の中を通って凍った水の中に落ち、1時間以上も酸素がなかったにもかかわらず、冷却が彼女の脳の損傷を防いだ。
2014年の時点では、患者の血液を冷たい生理食塩水に置き換えて、「深層低体温症」の状態を医学的に誘導し、50 F (10 C)までの低温にする研究が計画されている。ベッカーによると、「血液を排出して急速に人を深いレベルまで冷却することは、我々が毎日やろうとしていることですが、それを行うのはとても難しいことです...。しかし、その考えは、正しい可能性が非常に高いだろう」。また、現在の技術では「かなり離れている」ものの、長期にわたって人が何年も寒い状態に保たれる長期人工冬眠が最終的に可能になると信じている。
ベッカーは、ノースショア大学病院の心肺蘇生症例のビデオフィードバックに基づいて、MTV-CPR（機械的、チームに焦点を当てたビデオレビュー付き心肺蘇生）プロジェクトを主導している。2020年にベッカーのチームは、非介入群と介入群のそれぞれで、心停止患者の自己心拍再開 が26%から41%に改善したことを示す2年間におよぶ研究を発表した。

## 受賞
ベッカーは、米国科学アカデミーのほか、 全米医学アカデミー のメンバーである。